# 磐田市立城山中学校
磐田市立城山中学校（いわたしりつしろやまちゅうがっこう）は、静岡県磐田市見付にある公立中学校。校訓は「強く 正しく 明るく 行う」で、それぞれ「健康 慧知 誠実 責任」を表している。
城山中独自の活動として「誓いの唱和」がある。また、あいさつ運動にも力を入れている。
生徒数は800人を超え、県内屈指のマンモス校である。

## 教育目標
「自己変革を目指す生徒」を学校教育目標とし、以下の三点を重点目標としている。
- 時と場に応じて行動する生徒
- 考えを伝え合う生徒
- 心身を進んで鍛え合う生徒

## 学校行事
- 4月 始業式、入学式、対面式、遠足、修学旅行
- 5月 地区大会、中間テスト
- 6月 期末テスト
- 7月 磐周大会、終業式
- 8月 長期休業、始業式
- 9月 体育大会
- 10月 中間テスト
- 11月 よつば祭 期末テスト
- 12月 終業式
- 1月 始業式
- 2月 学年末テスト
- 3月 終業式 卒業式 3送会

## 部活動

### 運動部
- 野球部
- 剣道部
- 柔道部
- サッカー部
- 女子ソフトボール部
- 男子バスケットボール部
- 女子バスケットボール部
- 男子バレーボール部
- 女子バレーボール部
- 男子ソフトテニス部
- 女子ソフトテニス部
- 男子卓球部
- 女子卓球部
- 10組卓球部
- 水泳部

### 文化部
- 吹奏楽部
- 合唱部
- 手芸部
- 美術部
- コンピュータ部
- 園芸部

## 通学区域
- 磐田北小学校、富士見小学校の通学区域及び東部小学校の通学区域の一部[1][2]

## 主な出身者
- 鈴木武樹 - ドイツ文学者、評論家
- AKIRA - ダンサー、EXILEおよびEXILE THE SECONDメンバー
- 鈴木平 - 元プロ野球選手
- 長澤まさみ - 女優
- 松本圭世 - アナウンサー
- 水谷隼 - 卓球選手
- 山本麻貴 - タレント

## アクセス
- 遠鉄バス 80中ノ町磐田線「見付」停留所から徒歩3分